# Otočići Tri Sestrice
Otočići Tri Sestrice är öar i Kroatien.   De ligger i länet Zadars län, i den södra delen av landet, 200 km söder om huvudstaden Zagreb.